# Idaville (Indiana)
Idaville est une census-designated place située dans le comté de White, dans l’État de l'Indiana, aux États-Unis. Lors du recensement de 2020, elle compte 440 habitants.